# Alpské čtyřtisícovky
Alpské čtyřtisícovky jsou nejvyšší hory Alp, přesahující nadmořskou výšku 4000 m. Nejvyšší alpskou horou je Mont Blanc (4808 m). Další čtyřtisícovky leží na území Francie, Itálie a Švýcarska.
Alpy jsou nejvyšší pohoří Evropy a čtyřtisícovky jsou tedy nejvyšší místa kontinentu. Někdy je za nejvyšší pohoří Evropy považován Kavkaz, se svojí nejvyšší horou Elbrus (5642 m). To, zda je nejvyšší evropskou horou alpský Mont Blanc nebo kavkazský Elbrus, záleží na volbě geografické hranice Evropy.
Ačkoliv nejvyšší alpské vrcholy nepřesahují hranici 5000 metrů a jsou podstatně menší než velké množství mnohem vyšších vrcholů po celém světě, tak měly Alpy v minulosti zásadní vliv na vývoj některých lidských činností. Například prvovýstup na Mont Blanc roku 1786 je považován za počátek moderního horolezectví. Mnoha dalším sportovním odvětvím daly Alpy přímo jméno. Například alpinismus, alpské lyžování nebo skialpinismus.
Podle UIAA je alpských čtyřtisícovek 82. Záleží na interpretaci faktu, které vyvýšeniny je možné považovat za samostatné vrcholy a které jsou jen součástí vyššího masivu. Na rozdíl od seznamu světových osmitisícovek, jichž běžně geografické prameny uvádějí 14 a u kterých se často nezmiňují jejich vedlejší vrcholy, se oficiální seznamy alpských čtyřtisícovek pohybují přibližně v rozmezí 50 až 180 vrcholů. Například druhý nejvyšší masiv Alp Monte Rosa má hned čtyři výrazné vrcholy považované většinou pramenů za samostatné čtyřtisícovky (Dufourspitze, Nordend, Zumsteinspitze a Signalkuppe).

## Seznam alpských čtyřtisícovek

### Nejvýznamnější
| Hora             | Výška [m] | Země              |
| ---------------- | --------- | ----------------- |
| Mont Blanc       | 4808      | Itálie, Francie   |
| Dufourspitze     | 4634      | Itálie, Švýcarsko |
| Dom              | 4545      | Švýcarsko         |
| Lyskamm          | 4527      | Itálie, Švýcarsko |
| Weisshorn        | 4505      | Švýcarsko         |
| Matterhorn       | 4478      | Itálie, Švýcarsko |
| Grand Combin     | 4314      | Švýcarsko         |
| Grandes Jorasses | 4208      | Itálie, Francie   |
| Jungfrau         | 4158      | Švýcarsko         |
| Aiguille Verte   | 4122      | Francie           |
| Barre des Écrins | 4101      | Francie           |
| Schreckhorn      | 4078      | Švýcarsko         |
| Gran Paradiso    | 4061      | Itálie            |
| Piz Bernina      | 4049      | Itálie, Švýcarsko |
| Allalinhorn      | 4027      | Švýcarsko         |
| Weissmies        | 4023      | Švýcarsko         |

### Alpské čtyřtisícové vrcholy (podle UIAA)
| Vrchol                                     | Výška [m] | Prominence [m] | Obtížnost | Masiv            | Horská oblast    | Země              |
| ------------------------------------------ | --------- | -------------- | --------- | ---------------- | ---------------- | ----------------- |
| Mont Blanc                                 | 4808      | 4695           | B-        | Mont Blanc       | Masiv Mont Blanc | Itálie, Francie   |
| Mont Blanc de Courmayeur                   | 4748      | 7              | B         | Mont Blanc       | Masiv Mont Blanc | Itálie, Francie   |
| Dufourspitze                               | 4634      | 2165           | B         | Monte Rosa       | Walliské Alpy    | Itálie, Švýcarsko |
| Nordend                                    | 4609      | 94             | B         | Monte Rosa       | Walliské Alpy    | Švýcarsko         |
| Zumsteinspitze                             | 4563      | 110            | A         | Monte Rosa       | Walliské Alpy    | Švýcarsko         |
| Signalkuppe                                | 4556      | 102            | A         | Monte Rosa       | Walliské Alpy    | Švýcarsko         |
| Dom                                        | 4545      | 1046           | B-        | Mischabel        | Walliské Alpy    | Švýcarsko         |
| Lyskamm East                               | 4527      | 376            | B         | Monte Rosa       | Walliské Alpy    | Itálie, Švýcarsko |
| Weisshorn                                  | 4505      | 1235           | C-        | Weisshorn        | Walliské Alpy    | Švýcarsko         |
| Täschhorn                                  | 4490      | 210            | B+        | Mischabel        | Walliské Alpy    | Švýcarsko         |
| Lyskamm West                               | 4479      | 62             | B-        | Monte Rosa       | Walliské Alpy    | Švýcarsko         |
| Matterhorn (Monte Cervino)                 | 4478      | 1040           | C-        | Matterhorn       | Walliské Alpy    |                   |
| Picco Luigi Amedeo                         | 4469      | 54             | C-        | Mont Blanc       | Masiv Mont Blanc | Itálie            |
| Mont Maudit                                | 4465      | 162            | B         | Mont Blanc       | Masiv Mont Blanc | Francie, Itálie   |
| Parrotspitze                               | 4432      | 136            | B+        | Monte Rosa       | Walliské Alpy    | Itálie, Švýcarsko |
| Dent Blanche                               | 4357      | 895            | B-        | Matterhorn       | Walliské Alpy    | Švýcarsko         |
| Ludwigshöhe                                | 4341      | 58             | A         | Monte Rosa       | Walliské Alpy    | Itálie, Švýcarsko |
| Nadelhorn                                  | 4327      | 206            | B         | Mischabel        | Walliské Alpy    | Švýcarsko         |
| Schwarzhorn (Corno Nero)                   | 4321      | 42             | B         | Monte Rosa       | Walliské Alpy    | Itálie            |
| Grand Combin (de Grafeneire)               | 4314      | 1517           | B         | Grand Combin     | Walliské Alpy    | Švýcarsko         |
| Dôme du Goûter                             | 4304      | 58             | B-        | Mont Blanc       | Masiv Mont Blanc | Francie           |
| Lenzspitze                                 | 4294      | 86             | C-        | Mischabel        | Walliské Alpy    | Švýcarsko         |
| Finsteraarhorn                             | 4274      | 2280           | B         | Jungfrau         | Bernské Alpy     | Švýcarsko         |
| Mont Blanc du Tacul                        | 4248      | 213            | B+        | Mont Blanc       | Masiv Mont Blanc | Francie           |
| Grand Pilier d'Angle                       | 4243      | 35             | D-        | Mont Blanc       | Masiv Mont Blanc | Francie           |
| Stecknadelhorn                             | 4241      | 30             | B         | Mischabel        | Walliské Alpy    | Itálie, Švýcarsko |
| Castor                                     | 4226      | 165            | B+        | Monte Rosa       | Walliské Alpy    | Švýcarsko         |
| Zinalrothorn                               | 4221      | 490            | C         | Weisshorn        | Walliské Alpy    | Švýcarsko         |
| Hohberghorn                                | 4219      | 75             | B         | Mischabel        | Walliské Alpy    | Švýcarsko         |
| Piramide Vincent                           | 4215      | 128            | B+        | Monte Rosa       | Walliské Alpy    | Itálie            |
| Grandes Jorasses (Pointe Walker)           | 4208      | 843            | C+        | Grandes Jorasses | Masiv Mont Blanc | Francie, Itálie   |
| Alphubel                                   | 4206      | 355            | B-        | Mischabel        | Walliské Alpy    | Švýcarsko         |
| Rimpfischhorn                              | 4199      | 635            | B         | Mischabel        | Walliské Alpy    | Švýcarsko         |
| Aletschhorn                                | 4195      | 1017           | B         | Jungfrau         | Bernské Alpy     | Švýcarsko         |
| Strahlhorn                                 | 4190      | 401            | B-        | Mischabel        | Walliské Alpy    | Švýcarsko         |
| Grand Combin de Valsorey                   | 4184      | 57             | C+        | Grand Combin     | Walliské Alpy    | Švýcarsko         |
| Grandes Jorasses (Pointe Whymper)          | 4184      | 51             | C-        | Grandes Jorasses | Masiv Mont Blanc | Itálie, Francie   |
| Dent d'Hérens                              | 4171      | 692            | B         | Matterhorn       | Walliské Alpy    | Itálie, Švýcarsko |
| Breithorn West                             | 4164      | 433            | A         | Monte Rosa       | Walliské Alpy    | Itálie, Švýcarsko |
| Breithorn Mittelgipfel (Breithorn Zentral) | 4160      | 82             | A         | Monte Rosa       | Walliské Alpy    | Itálie, Švýcarsko |
| Jungfrau                                   | 4158      | 687            | B-        | Jungfrau         | Bernské Alpy     | Švýcarsko         |
| Bishorn                                    | 4153      | 95             | A         | Weisshorn        | Walliské Alpy    | Švýcarsko         |
| Grand Combin de la Tsessette               | 4141      | 52             | C+        | Grand Combin     | Walliské Alpy    | Švýcarsko         |
| Breithorn Westlicher Zwilling              | 4139      | 117            | B+        | Monte Rosa       | Walliské Alpy    | Itálie, Švýcarsko |
| Aiguille Verte                             | 4122      | 688            | C         | Aiguille Verte   | Masiv Mont Blanc | Francie           |
| L'Isollé                                   | 4114      | 36             | D         | Mont Blanc       | Masiv Mont Blanc | Francie           |
| Aiguille Blanche de Peuterey               | 4112      | 178            | C         | Mont Blanc       | Masiv Mont Blanc | Itálie            |
| Grandes Jorasses (Pointe Croz)             | 4110      | 10             | C-        | Grandes Jorasses | Masiv Mont Blanc | Itálie,Francie    |
| Mont Blanc du Tacul (Pointe Carmen)        | 4109      | 36             | D         | Mont Blanc       | Masiv Mont Blanc | Francie           |
| Breithorn Östlicher Zwilling               | 4106      | 36             | B         | Monte Rosa       | Walliské Alpy    | Itálie, Švýcarsko |
| Grande Rocheuse                            | 4102      | 52             | C-        | Aiguille Verte   | Masiv Mont Blanc | Francie           |
| Barre des Écrins                           | 4101      | 2043           | B         | Barre des Écrins | Dauphineské Alpy | Francie           |
| Mönch                                      | 4099      | 578            | B-        | Jungfrau         | Bernské Alpy     | Švýcarsko         |
| Mont Blanc du Tacul (Pointe Médiane)       | 4097      | 40             | D         | Mont Blanc       | Masiv Mont Blanc | Francie           |
| Pollux                                     | 4092      | 247            | B-        | Monte Rosa       | Walliské Alpy    | Itálie, Švýcarsko |
| Schreckhorn                                | 4078      | 788            | C         | Schreckhorn      | Bernské Alpy     | Švýcarsko         |
| Breithorn (Roccia Nera)                    | 4075      | 30             | B+        | Monte Rosa       | Walliské Alpy    | Itálie,Švýcarsko  |
| Mont Blanc du Tacul (Pointe Chaubert)      | 4074      | 57             | D         | Mont Blanc       | Masiv Mont Blanc | Francie           |
| Mont Blanc du Tacul (Corne di Diable)      | 4069      | 19             | D         | Mont Blanc       | Masiv Mont Blanc | Francie           |
| Grandes Jorasses (Pointe Marguerite)       | 4066      | 50             | C-        | Grandes Jorasses | Masiv Mont Blanc | Itálie, Francie   |
| Ober Gabelhorn                             | 4063      | 536            | C         | Weisshorn        | Walliské Alpy    | Švýcarsko         |
| Gran Paradiso                              | 4061      | 1879           | B-        | Gran Paradiso    | Grajské Alpy     | Itálie            |
| Monte Brouillard                           | 4053      | 39             | C-        | Mont Blanc       | Masiv Mont Blanc | Francie           |
| Aiguille de Bionnassay                     | 4052      | 164            | B         | Mont Blanc       | Masiv Mont Blanc | Itálie, Francie   |
| Piz Bernina                                | 4049      | 2234           | B-        | Piz Bernina      | Bernina          | Itálie, Švýcarsko |
| Gross Fiescherhorn                         | 4049      | 364            | B-        | Jungfrau         | Bernské Alpy     | Švýcarsko         |
| Punta Giordani                             | 4046      | 5              | A         | Monte Rosa       | Walliské Alpy    | Itálie, Švýcarsko |
| Grandes Jorasses (Pointe Héléne)           | 4045      | 10             | C-        | Grandes Jorasses | Masiv Mont Blanc | Itálie, Francie   |
| Gross Grünhorn                             | 4044      | 305            | B         | Jungfrau         | Bernské Alpy     | Švýcarsko         |
| Lauteraarhorn                              | 4042      | 128            | C+        | Schreckhorn      | Bernské Alpy     | Švýcarsko         |
| Dürrenhorn                                 | 4035      | 123            | B         | Mischabel        | Walliské Alpy    | Švýcarsko         |
| Aiguille du Jardin                         | 4035      | 37             | C-        | Aiguille Verte   | Masiv Mont Blanc | Francie           |
| Allalinhorn                                | 4027      | 255            | B-        | Mischabel        | Walliské Alpy    | Švýcarsko         |
| Hinter Fiescherhorn                        | 4027      | 102            | B-        | Jungfrau         | Bernské Alpy     | Švýcarsko         |
| Weissmies                                  | 4023      | 1185           | B-        | Weissmies        | Walliské Alpy    | Švýcarsko         |
| Dôme de Neige des Écrins                   | 4015      | 41             | A         | Barre des Écrins | Dauphineské Alpy | Francie           |
| Dôme de Rochefort                          | 4015      | 190            | C-        | Grandes Jorasses | Masiv Mont Blanc | Itálie, Francie   |
| Dent du Géant (Pointe Graham)              | 4013      | 139            | C-        | Grandes Jorasses | Masiv Mont Blanc | Itálie, Francie   |
| Punta Baretti                              | 4013      | 56             | C-        | Mont Blanc       | Masiv Mont Blanc | Itálie            |
| Lagginhorn                                 | 4010      | 511            | B-        | Weissmies        | Walliské Alpy    | Švýcarsko         |
| Aiguille de Rochefort                      | 4001      | 106            | C-        | Grandes Jorasses | Masiv Mont Blanc | Itálie, Francie   |
| Les Droites                                | 4000      | 204            | C-        | Aiguille Verte   | Masiv Mont Blanc | Francie           |

Poznámka k hodnocení obtížnosti: Protože se v Alpách používají různé stupnice obtížnosti, je ve výše uvedené tabulce použito značení A/B/C odpovídající obvyklé západoalpské stupnici F/PD/AD (francouzské zkratky, německy L/WS/ZS). Uvedená obtížnost obvykle platí pro tzv. „normální“ (tj. nejlehčí) výstupovou trasu a pro ideální výstupové podmínky (počasí, sníh, …).

### Všechny alpské čtyřtisícové hory s prominencí vyšší než 500 metrů
Rozhodujícím faktorem pro pořadí nejvyšších hor v Alpách je započítaná prominence.
|    | Vrchol           | Horská skupina   | Země               | Výška (m) | Prominence (m) |
| -- | ---------------- | ---------------- | ------------------ | --------- | -------------- |
| 1  | Mont Blanc       | Masiv Mont Blanc | Francie , Itálie   | 4 808     | 4 695          |
| 2  | Monte Rosa       | Walliské Alpy    | Švýcarsko , Itálie | 4 634     | 2 165          |
| 3  | Dom              | Walliské Alpy    | Švýcarsko          | 4 547     | 1 057          |
| 4  | Weisshorn        | Walliské Alpy    | Švýcarsko          | 4 506     | 1 236          |
| 5  | Matterhorn       | Walliské Alpy    | Švýcarsko , Itálie | 4 478     | 1 038          |
| 6  | Dent Blanche     | Walliské Alpy    | Švýcarsko          | 4 358     | 915            |
| 7  | Grand Combin     | Walliské Alpy    | Švýcarsko          | 4 314     | 1 517          |
| 8  | Finsteraarhorn   | Bernské Alpy     | Švýcarsko          | 4 274     | 2 279          |
| 9  | Grandes Jorasses | Masiv Mont Blanc | Francie , Itálie   | 4 208     | 1 073          |
| 10 | Rimpfischhorn    | Walliské Alpy    | Švýcarsko          | 4 199     | 643            |
| 11 | Aletschhorn      | Bernské Alpy     | Švýcarsko          | 4 193     | 1 036          |
| 12 | Dent d'Hérens    | Walliské Alpy    | Švýcarsko , Itálie | 4 174     | 703            |
| 13 | Jungfrau         | Bernské Alpy     | Švýcarsko          | 4 158     | 693            |
| 14 | Aiguille Verte   | Masiv Mont Blanc | Francie            | 4 122     | 689            |
| 15 | Mönch            | Bernské Alpy     | Švýcarsko          | 4 107     | 589            |
| 16 | Barre des Écrins | Dauphineské Alpy | Francie            | 4 102     | 2 044          |
| 17 | Schreckhorn      | Bernské Alpy     | Švýcarsko          | 4 078     | 795            |
| 18 | Ober Gabelhorn   | Walliské Alpy    | Švýcarsko          | 4 064     | 538            |
| 19 | Gran Paradiso    | Grajské Alpy     | Itálie             | 4 061     | 1 879          |
| 20 | Piz Bernina      | Bernina          | Švýcarsko          | 4 049     | 2 234          |
| 21 | Weissmies        | Walliské Alpy    | Švýcarsko          | 4 017     | 1 187          |
| 22 | Lagginhorn       | Walliské Alpy    | Švýcarsko          | 4 010     | 1 512          |

### 10 nejvyšších hor v Alpách s prominencí vyšší než 100metrů
Pořadí nejvyšších hor v Alpách v případě započítané prominence vyšší než 100 metrů.
|    | Vrchol         | Horská skupina   | Země               | Výška (m) | Prominence (m) |
| -- | -------------- | ---------------- | ------------------ | --------- | -------------- |
| 1  | Mont Blanc     | Masiv Mont Blanc | Francie , Itálie   | 4 808     | 4 695          |
| 2  | Monte Rosa     | Walliské Alpy    | Švýcarsko , Itálie | 4 634     | 2 165          |
| 3  | Zumsteinspitze | Walliské Alpy    | Švýcarsko , Itálie | 4 563     | 110            |
| 4  | Signalkuppe    | Walliské Alpy    | Švýcarsko , Itálie | 4 554     | 102            |
| 5  | Dom            | Walliské Alpy    | Švýcarsko          | 4 547     | 1 057          |
| 6  | Lyskamm        | Walliské Alpy    | Švýcarsko , Itálie | 4 533     | 381            |
| 7  | Weisshorn      | Walliské Alpy    | Švýcarsko          | 4 506     | 1 236          |
| 8  | Täschhorn      | Walliské Alpy    | Švýcarsko          | 4 491     | 210            |
| 9  | Matterhorn     | Walliské Alpy    | Švýcarsko , Itálie | 4 478     | 1 038          |
| 10 | Mont Maudit    | Masiv Mont Blanc | Francie , Itálie   | 4 465     | 162            |